# Caspian Airlines
Caspian Airlines (Perzisch: هواپیمایی کاسپین) is een Iraanse luchtvaartmaatschappij met haar thuisbasis in Rashjt.

## Geschiedenis
Caspian Airlines is opgericht in 1993. Caspian Airlines begon met haar vluchten in september 1993. De luchtvaartmaatschappij is een joint venture tussen Russische en Iraanse zakenlieden. De luchtvaartmaatschappij is initieel begonnen als regionale vervoerder. De vervoerder is in 1994 begonnen met het uitvoeren van internationale vluchten.

## Diensten
Caspian Airlines voert (januari 2012) lijnvluchten uit naar
Binnenland:
- Abadan
- Ahvaz
- Asaluyeh
- Gorgan
- Isfahan
- Kish
- Bandar-e Mahshahr
- Mashhad
- Sari
- Shiraz
- Tabriz
- Teheran
- Urmia
- Yazd
- Zabol
- Zahedan

Buitenland:
- Damascus
- Istanboel
- Kiev
- Dubai
- Jerevan

## Vloot
De vloot van Caspian Airlines bestaat (laatste update: 24 juli 2016) uit:
- 5 McDonnell Douglas MD-83
- 1 Boeing 747-200
- 2 Tupolev Tu-154
- 1 Boeing 737-300
- 3 Boeing 737-400

## Ongelukken
- Op 15 juli 2009 verongelukt een TU-154M (Caspian Airlines-vlucht 7908) in het noordwesten van Iran. Hierbij kwamen 153 passagiers en 15 bemanningsleden om.
- Op 27 januari 2020 schoot een MD-80 over het eind van de landingsbaan in de Iraanse stad Mahshahr heen en belandde op een naastgelegen snelweg. Hierbij vielen geen doden of gewonden.